# NGC 4689
NGC 4689 (другие обозначения — UGC 7965, MCG 2-33-22, ZWG 71.43, VCC 2058, IRAS12452+1402, PGC 43186) — спиральная галактика в созвездии Волос Вероники.
Находится на периферии скопления Девы. Её диск из нейтрального водорода усечён по сравнению с оптически наблюдаемым диском, и в целом в галактике наблюдается меньше нейтрального водорода, чем в среднем в похожих галактиках.
Этот объект входит в число перечисленных в оригинальной редакции «Нового общего каталога».